# Aeroportul Musoma
Aeroportul Musoma (IATA: MUZ, ICAO: HTMU) este un aeroport din Regiunea Mara, Tanzania. Aeroportul a fost tranzitat în decembrie 2017 de 881 de pasageri.
Situat la o altitudine de 1.153 m, aeroportul dispune de o singură pistă. Este operat de Tanzania Airports Authority⁠(d).